# Dezarie
Dezarie (10 de novembro  de 1975) é uma cantora de reggae nascida em St. Croix, nas Ilhas Virgens Americanas. Recebeu o prêmio Best New Female Reggae Artist (Melhor Revelaçao Feminina do Reggae) em Atlanta antes de retornar a ilha de St. Croix. Possui cinco discos lançados em sua carreira, Fya de 2001, Gracious Mama Africa de 2003, Eaze the Pain de 2008, The Fourth Book (2010) seu mais recente é intitulado "Love in Your Meditation"  (2014).
Em suas diversas apresentações no Brasil, a cantora sempre é bem recebida pelas críticas e pelo público, devido sua postura e presença de palco.
Dezarie se destaca principalmente, pela qualidade musical e pela força vocal que possui, fazendo com que a Banda possua um característica bem peculiar. Com letras que tratam de problemas comuns no mundo, como pobreza, desigualdade e opressão se destaca por ter desenvolvido um estilo próprio.

## Biografia e Carreira
Nascida em Saint Croix, nas Ilhas Virgens, Dezarie é um dos maiores ícones do reggae mundial. Começou a fazer música aos 10 anos, na igreja e na escola. Mais tarde fez amizade com alguns DJ's que a  orientaram e a ajudaram a começar a gravar.
Ela surgiu em 2001 com a banda  Midnite no álbum “Nemozian Rasta” do selo Midnte Branch I, e começou a chamar a atenção quando as suas músicas foram escolhidas para integrar algumas das mais cultuadas coletâneas do gênero, como a Culturellenium, a Weep Not e a Talkin’ Roots. Começou a ser notada por essas aparições de sucesso.
Em 2002, Dezarie lança seu primeiro álbum oficial pelo selo I Grade Records intitulado “FYA”, que contou com o celebrado grupo Midnite como sua banda de apoio. Ron Benjamin, irmão de Vaughn Benjamin e baixista do Midnite, era seu produtor. O álbum foi aclamado pelos fãs da cultura rastafári, Dj’s, emissoras de rádio e críticos por todo o mundo sendo considerado pelo site Reggae Reviews, um dos mais importantes sites de reggae do mundo, “O Melhor Disco Feminino de Reggae de Todos os Tempos”. Pelo sucesso do álbum recebeu o prêmio de Best New Female Reggae Artist (Melhor Revelação Feminina do Reggae) em Atlanta no mesmo ano. Ao lado de Mada Nile e Sistah Joyce, Dezarie impõe um reggae tanto enraizado e calmo quanto militante e inspirado. Ainda 2002 ela colaborou com Bambu Station no álbum Talking Roots volume 1 na música Woe.

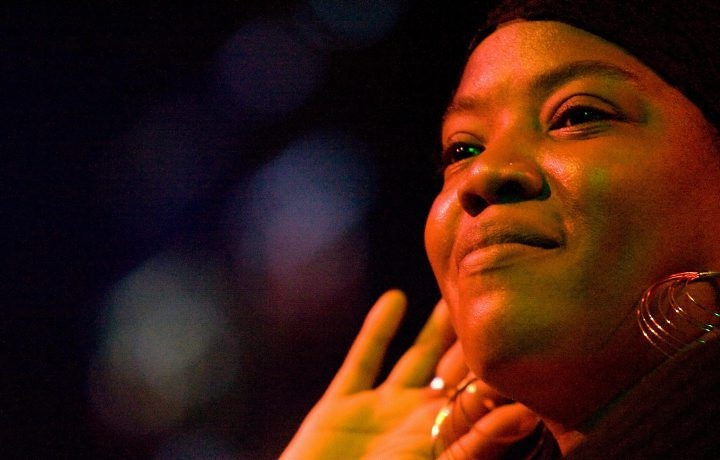
Dezarie em 2010

Em 2003 a parceria com o Midnite continua, e Dezarie lança seu álbum de mais sucesso “Gracious Mama África”. Com este álbum e com sua recente turnê pela costa oeste dos Estados Unidos, ela foi convidada em 2004 para participar de um dos melhores festivais de música do mundo, o “Sierra Nevada World Music Festival” e depois de participar do festival, rapidamente ela foi reconhecida como uma das mais importantes cantoras de reggae do planeta. Em 2007 a cantora veio pela primeira vez ao Brasil e o sucesso foi imenso, passando por 7 cidades a cantora levou uma multidão em todos os seus shows.
Dezarie manteve o seu nome em evidência com o disco “Eaze the Pain”, lançado em 2008. Seu terceiro álbum conta com 13 faixas, e desde a data de seu lançamento até os dias de hoje permanece sendo um dos discos mais vendidos da Ernie B's, a maior loja virtual de reggae do mundo.
Além desses, Dezarie possui ainda outros dois álbuns extremamente bem recebidos pelos fãs “The Fourth Book”, de 2010; e “Love in Your Meditation”, de 2014.
Em 2019 convidou a cantora brasileira Negra Li para gravar uma participação especial em seu novo disco na música Strong woman, as duas se conheceram através do empresário de Dezarie que é brasileiro e conhecia o cantor de reggae Junior Dread, marido da cantora brasileira.

## Características musicais

### Estilo musical, letras e voz
Proveniente de St. Croix, berço dos maiores nomes do reggae roots mundial, Dezarie se destaca pela potencial vocal e talento. A cantora possui uma voz característica, com identidade, sendo fácil reconhecer sua música. Uma mistura de reggae, com toques de rap ou dancehall. Com a sua voz afinada, conquistou seu espaço no cenário do reggae. Suas inspirações vem dos anos 1970. Suas letras possuem alto teor religioso (Rastafarianismo).
Dezarie escreve suas letras com foco em temas conscientes. Retratando problemas comuns no mundo, como pobreza, desigualdade e opressão se destaca por ter desenvolvido um estilo próprio.Pela originalidade de sua escrita, suas linhas vocais e seu tom de absoluta clareza, ela só consegue seduzir os amantes da música Reggae.

## Discografia

### Álbuns de estúdio[24]
- Fya (2002)
- Gracious Mama Africa (2003)
- Eaze the pain (2008)
- The Fourth Book (2010)
- Love In Your Meditation (2014)